# Dombrand-Fall
Der Dombrand-Fall ist ein klassisches Fallbeispiel der Rechtswissenschaft. Er basiert auf einem Urteil des Reichsgerichts vom 26. April 1913 (RGZ 82, 206).

## Sachverhalt
Das Bistum Fulda wollte in der Domstadt zum 4. Juni 1905 eine Feier anlässlich des 1150. Todestages des Hl. Bonifatius veranstalten und beauftragte hierzu einen Feuerwerker mit der Durchführung eines Feuerwerks. Während der Feier entzündete sich aus Fahrlässigkeit der rechte Turm des Doms zu Fulda und brannte vollständig nieder. Der preußische Staat als Träger der Kirchenbaulast ließ den Dom wieder instand setzen und forderte nun Regress vom Feuerwerker.

## Zusammenfassung der Entscheidung
Das Reichsgericht musste nun die Frage beantworten, auf welche rechtliche Grundlage der Regressanspruch Preußens gegen den Feuerwerker gestützt werden könnte.
Ein Anspruch könnte sich zunächst aus Geschäftsführung ohne Auftrag ergeben. Dazu hätte es sich bei der Reparatur des Doms um ein fremdes Geschäft handeln müssen. Während das Reichsgericht diese Frage in der damaligen Entscheidung ohne weiteres bejahte, kann das nach der heutigen herrschenden Meinung nicht mehr ohne Weiteres unterstellt werden, da der Kläger als Träger der Kirchenbaulast grundsätzlich selbst verpflichtet war, für die Instandsetzung des Doms zu sorgen. Die Rechtsprechung lässt aber jedenfalls ein „auch-fremdes Geschäft“, das weder komplett fremdnützig noch komplett eigennützig ist, als Voraussetzung für einen Anspruch aus Geschäftsführung ohne Auftrag genügen.
Nun musste die Frage beantwortet werden, ob die Geschäftsführung im Interesse des Feuerwerkers erfolgte. Das wäre nur dann der Fall, wenn der Feuerwerker durch die Instandsetzung des Doms von seinen eigenen Verbindlichkeiten befreit wäre. Auch das hatte das Reichsgericht in der damaligen Entscheidung bejaht und dem Kläger somit einen Anspruch gegen den Beklagten aus Geschäftsführung ohne Auftrag zugesprochen, sodass das Gericht die sich ansonsten stellende schwierige Rechtsfrage, aus welchem Recht ein Regressanspruch abgeleitet werden könnte, nicht beantworten musste. 
In der heutigen Rechtsprechung würde diese Frage allerdings anders beantwortet werden. Grundsätzlich wäre zwar eine Befreiung des Feuerwerkers von seinen Verbindlichkeiten nach § 267 BGB i. V. m. § 362 BGB möglich, im hier vorliegenden Fall war der Staat Preußen jedoch bereits kein Dritter im Sinne des § 267 BGB, da er ausschließlich gehandelt hat, um seine eigene Pflicht als Baulastträger zu erfüllen. Die Verbindlichkeiten des Feuerwerkers sind somit nicht erloschen, vielmehr muss er nach § 249 Abs. 2 BGB, der die allgemeine Vorschrift des § 275 Abs. 1 BGB verdrängt, nunmehr Wertersatz in Geld leisten, sodass die Geschäftsführung nicht im Interesse des Feuerwerkers lag und im Ergebnis ein Anspruch aus Geschäftsführung ohne Auftrag ausscheidet.
Ein Anspruch kann sich somit nach der heutigen Rechtsprechung nur aus eigenem oder aus abgetretenem Recht ergeben. Ein denkbarer Anspruch aus eigenem Recht könnte sich nur aus zwei Rechtsgrundlagen ergeben: aus ungerechtfertigter Bereicherung (§ 812 Abs. 1 BGB) oder aus § 426 Abs. 1 Satz 1 BGB. Ersteres scheidet bereits deshalb aus, weil der Feuerwerker durch die Instandsetzung des Doms nichts „erlangt“ hat, da er weiterhin nicht von seinen Verbindlichkeiten befreit ist. Ein Anspruch aus § 426 BGB scheidet deshalb aus, weil Kläger und Feuerwerker keine Tilgungsgemeinschaft im Sinne des § 422 Abs. 1 BGB bilden, somit auch kein Gesamtschuldverhältnis besteht, was aber Voraussetzung für einen derartigen Anspruch wäre.
Letztendlich verbleibt somit nur ein denkbarer Anspruch aus abgetretenem Recht, denn die Kirche hat grundsätzlich einen deliktischen Anspruch nach § 823 Abs. 1 BGB gegen den Feuerwerker. Dieser kann aber nicht ohne Weiteres auf den Kläger übergehen, da hierfür eine unmittelbare Rechtsgrundlage im deutschen Recht fehlt.
Die Rechtsprechung bietet hierfür zwei Lösungsmöglichkeiten an: entweder über eine analoge Anwendung des § 255 BGB auf Fälle wie diesen hier, oder unter Anwendung des Rechtsinstruments von Treu und Glauben (§ 242 BGB). In beiden Fällen ergäbe sich dadurch eine gesetzliche Pflicht der Kirche zur Abtretung des Schadensersatzanspruchs an den Kläger, der sodann einen Anspruch auf Schadensersatz aus abgetretenem Recht gegenüber dem Beklagten geltend machen könnte.
Im ursprünglichen Fall des Reichsgerichts lag zwar eine Abtretungsurkunde der Kirche gegenüber dem preußischen Staat vor, das Gericht sah diese aber bereits als unwirksam an, da der Genehmigungsbeschluss des Domkapitels fehlte.

## Bedeutung
Der Fall gehört auch aufgrund der komplizierten Rechtsbeziehungen zwischen den Parteien zu den schwierigeren Fällen, die regelmäßig im Jurastudium thematisiert werden.